# Salón de la Plástica Mexicana
Salón de la Plástica Mexicana es una institución dedicada a la promoción del arte contemporáneo mexicano. Se estableció en 1949 como una galería de ventas libres. Su primera ubicación fue en el Centro Histórico de la Ciudad de México y actualmente se encuentra en la Colonia Roma. El Salón de la Plástica Mexicana cuenta con aproximadamente 400 artistas miembros reconocidos y realiza múltiples exposiciones cada año. Funciona de forma autónoma, aunque también es parte del Instituto Nacional de Bellas Artes.

## Organización

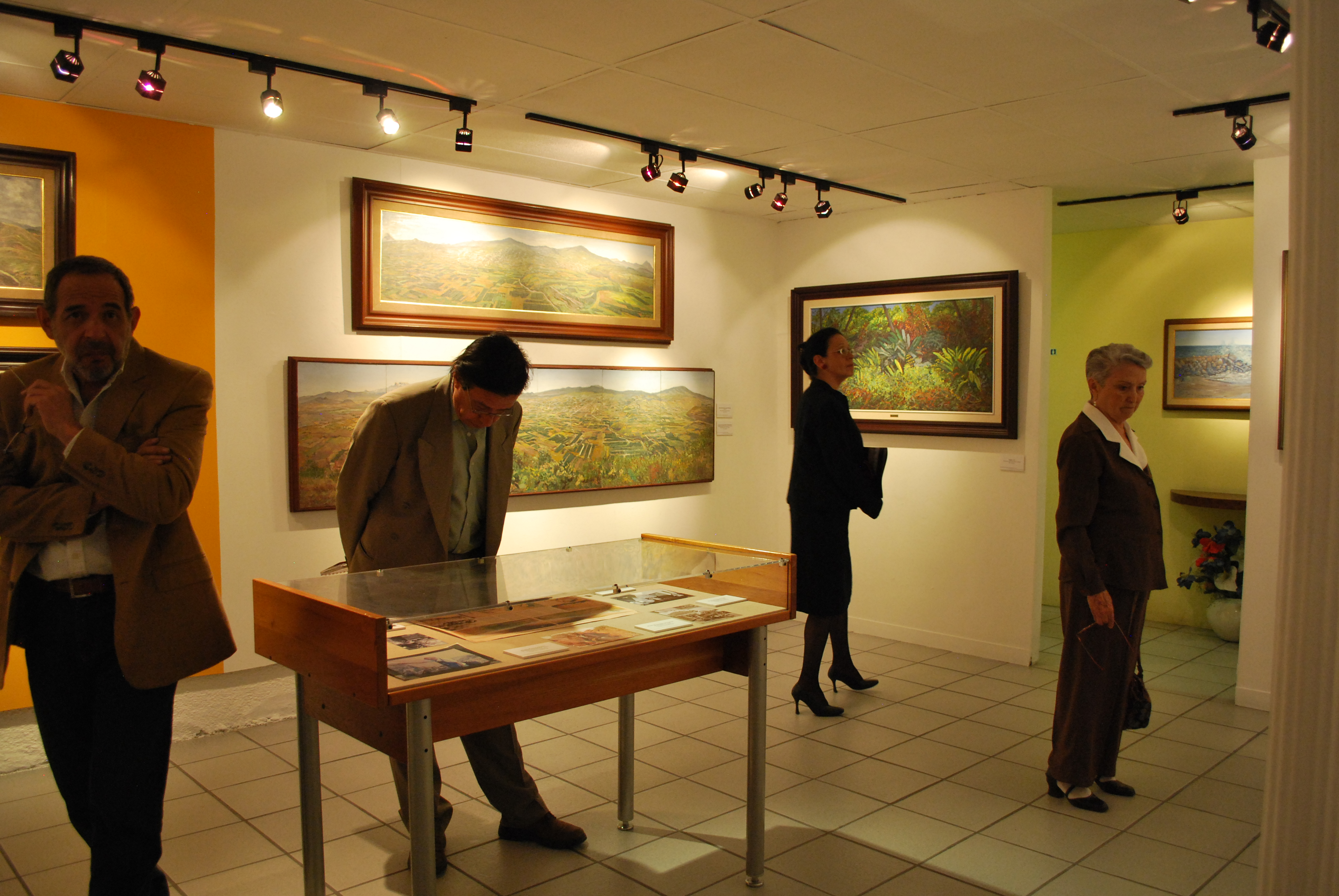
Escena dentro del sitio en Colonia Roma durante una exposición dedicada al paisajisa Nicolás Moreno.

Desde su inauguración en 1949, el objetivo principal del Salón de la Plástica Mexicana es el de promover el trabajo de artistas mexicanos, la creación de un mercado más amplio y más activo para el arte mexicano, con énfasis en obras de estilo contemporáneo Las obras normalmente se ofrecen a precios bajos, incluyen dibujos, grabados, acuarelas y óleos. La idea es promover el arte tanto al público en general, así como a grandes coleccionistas ínicialmente, uno de sus propósitos era vender las obras de arte sin cobrar a los artistas pero hoy en día esto es poco común.
Es una dependencia del Instituto Nacional de Bellas Artes, pero funciona de forma autónoma. Cuenta con dos sedes, la primera se encuentra en la Calle de Donceles, ubicada en el Centro Histórico de la Ciudad de México (cerrada por remodelación) y la segunda en una casa antigua en la calle de Colima de la Colonia Roma.
El Salón ha sido una fuente importante de obras para otras instituciones como el Museo de Arte Moderno de México. Cuenta con su propio acervo de arte contemporáneo que se incrementa cada año. Es una dependencia del Instituto Nacional de Bellas Artes con el objetivo de tener un espacio nacional de artes plásticas. La institución recibe un promedio de 400 visitas por día.

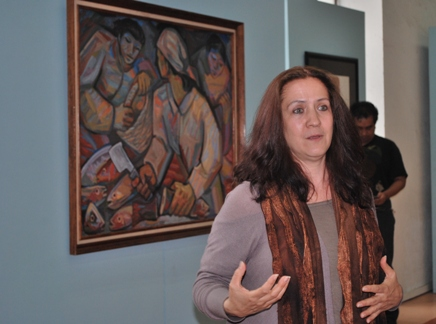
Cecilia Santacruz expone sobre una obra de Alfredo Zalco en el evento “Origen de un Acervo”

El Salón está conformado por aproximadamente 400 artistas miembros, que han sido seleccionados de acuerdo a su trabajo y trayectoria. Todos los miembros son artistas reconocidos que fueron seleccionados mediante su trabajo y preparación La coordinadora general es Cecilia Santacruz.
Desde sus inicios el Salón ha mantenido una lista de los mejores artistas mexicanos que incluye a Ignacio Aguirre, Ernesto Alcántara, David Alfaro Siqueiros, Raúl Anguiano, Luis Arenal Bastar, Dr. Atl, Abelardo Ávila, Angelina Beloff, Alberto Beltrán, Ángel Bracho, Celia Calderón, Federico Cantú, Fernando Castro Pacheco, José Chávez Morado, Erasto Cortés Juárez, Olga Costa, Dolores Cueto, Germán Cueto, Gonzalo de la Paz Pérez, Francisco Dosamantes, Jesús Escobedo, Arturo García Bustos, Jorge González Camarena, Irma Grizá, Jesús Guerrero Calvan, Xavier Guerrero, Frida Kahlo, Agustín Lazo, Amador Lugo, Leopoldo Méndez, Carlos Mérida, Gustavo Montoya, Francisco Mora, Nicolás Moreno, Nefero, Luis Nishizawa, Juan O'Gorman, Pablo O'Higgins, Carlos Orozco Romero, Mauricio García Vega, Luis Ortiz Monasterio, Feliciano Peña, Fanny Rabel, Everardo Ramírez, Jesús Reyes Ferreira, Manuel Rodríguez Lozano, Diego Rivera, Antonio Ruiz, Juan Soriano, Rufino Tamayo, Cordelia Urueta, Héctor Xavier, Desiderio Hernández Xochitiotzin and Alfredo Zalce.
El Salón realiza múltiples exposiciones a lo largo del año, a menudo en colaboración con otras instituciones como por ejemplo la Universidad Autónoma Metropolitana y la Secretaría de Gobernación. También ha llevado muestras fuera de su recinto de la Colonia Roma como la exposición Universo Gráfico en la Universidad Americana de Acapulco. La Mayoría de las exposiciones están planeadas como individuales pero también hay exposiciones colectivas temáticas. Estas incluyen una dedicada a la Ciudad de México, el Acueducto de Fray Tembleque en Otumba de Gómez Farías y una exposición de 2009 dedicada al Día de los muertos.
Ha participado en el Corredor Cultural Roma Condesa, un evento que promueve la cultura y la gastronomía que ofrece la colonias Roma y Condesa.

## Historia

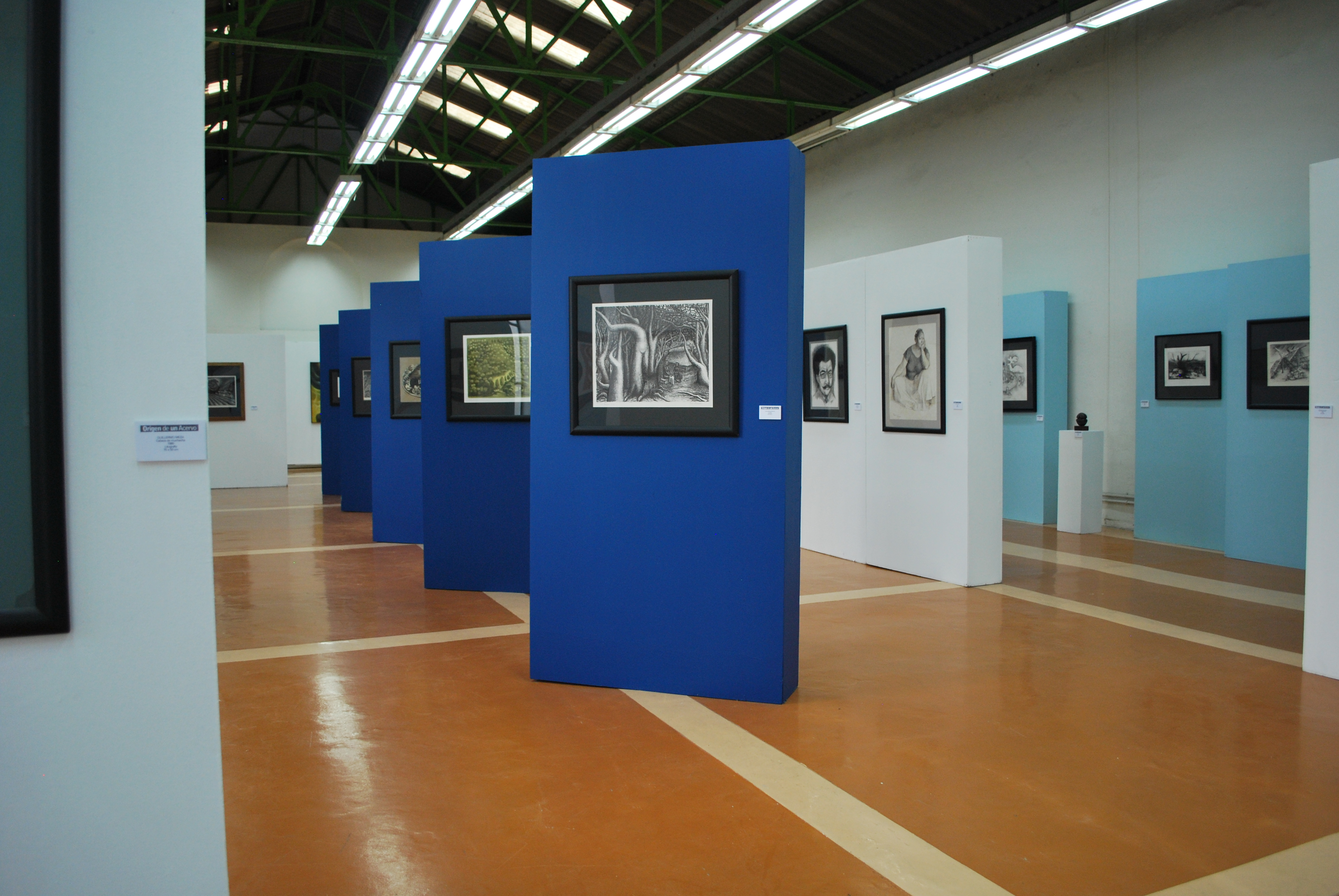
Vista de la exhibición Origen de un Acervo, grupo de obras de miembros del Salón in order to support workers of the Pascual Boing enterprise

Fue fundada en 1949, con el objetivo de exhibir obras representativas de las artes plásticas mexicanas. Es el resultado de un esfuerzo del gobierno de México para promover las artes plásticas, empezando con cincuenta y dos miembros fundadores. Entre ellos Fernando Castro Pacheco, Arturo García Bustos, Rina Lazo y Luis Nishizawa continúan en activo en la organización.
A lo largo de su historia, ha exhibido obras de cientos de pintores, escultores, grabadores, dibujantes, ceramistas y fotógrafos de diferentes movimientos y generaciones Tuvo exposiciones de las obras de Diego Rivera, David Alfaro Siqueiros, Gerardo Murillo “Dr Atl”, Frida Kahlo, Rufino Tamayo, Jorge González Camarena, Leopoldo Méndez, Carlos Mérida, Pablo O´Higgins, Francisco Moreno Capdevila, Juan O´Gorman, José Chávez Morado, Adolfo Mexiac, Alfredo Zalce, Manuel Álvarez Bravo and Héctor García y Francisco Zúñiga.
Hístoricamente el Salón no está dentro del Palacio de Bellas Artes, en sus inicios se ubicaba en la Antigua galería Mont – Orendáin en el Centro de histórico de la Ciudad de México, con horario abierto hasta las 10 p. m. de la noche, excepto los lunes. Su primera directora fue Susana Gamboa y su primera exposición fue de pinturas de Feliciano Peña, uno de los primeros artistas que se separó del Muralismo mexicano que era dominante en aquel tiempo. Poco después, tuvo exposiciones de las obras de Cecilia Calderón y Fernando Castro Pacheco. Sus reglas originales eran muy estrictas con el propósito de tener control de la calidad, los artistas tenían entregar sus obras al grupo de jueces que incluía el jefe del Departamento de Artes Plásticas, los directores de la Escuela de Pintura y Escultura y la Escuela Nacional de Artes Plásticas, el presidente de la Asociación de Críticos e Investigadores de las Artes Plásticas y el director del Salón. Durante sus primeras tres años, tuvo ganancias de más de medio millón de pesos, con la mayoría de las ventas son obras de Rufino Tamayo, Luis Nishizawa, Guillermo Meza, Carlos Orozco Romero, Raúl Anguiano, Ignacio Beteta, José Chávez Morado, Juan Soriano, Juan O'Gorman, Olga Costa, Federico Cantú, Gustavo Montoya y Fanny Rabel. Dos pintores notables que no tuvieron mucho éxito de ventas en el Salón fueron Alberto Beltrán y Leopoldo Méndez.
El Salón también empezó a coleccionar obras de arte, las primeras son El abrazo de Amor de Frida Kahlo, El pescador de Alfredo Zalce, El pintor de Agustín Lazo y La niña con vestido a cuadros de Gustavo Montoya.
En los años 70, había rivalidades con las nuevas generaciones de artistas que cuestionaban las generaciones anteriores. También el mercado del arte era muy competitivo, y esto obliga a la reorganización de la institución. Abrió otro sito en Colonia Roma, el cual es hoy la sede principal.
En el 2009 el Salón celebró sesenta años de existencia y se reorganizó gracias a la labor de su directora Cecilia Santacruz. Había dejado de ser el indicador principal del mundo de arte mexicano y se necesitaba actualizar. También manifestaron una apertura a nuevos artistas y mercados, convirtiéndose en un foro para la promoción y publicidad. La reorganización incluyó la integración de nuevas tecnologías para la publicidad y la unificación de los diseños de los catálogos.